# Sex, Love and Hate
 (décembre 2018).
Pour plus de détails, voir Fiche technique et Distribution.
Sex, Love and Hate (舞衣, Wǔ yī) est un film hongkongais réalisé par Chu Yuan et sorti le 23 mars 1974. 
Il s'agit du premier wenyi pian (mélodrame) dans lequel ait joué l'actrice Hsu Feng, plus connue pour ses rôles de films martiaux ou policiers.

## Histoire
Trois jeunes femmes dont les vies sentimentales respectives ne respirent pas la sérénité doivent composer avec les embûches que le destin ou la société dressent sur le chemin qui les mène vers le bonheur.

## Fiche technique
- Titre original : Sex, Love and Hate
- Réalisation : Chu Yuan
- Scénario : I Ta, réécrit par Chu Yuan
- Société de production : Shaw Brothers
- Pays d'origine :  Hong Kong
- Langue originale : mandarin
- Format : couleurs - 2,35:1 - mono - 35 mm
- Genre : drame, wenyi pian
- Durée : 89 min
- Date de sortie : 1974

## Distribution
- Lily Ho : Bai Mei, une tenancière de bar "à ambiance"
- Ching Li : Zhu Dai, une jeune hôtesse de l'air
- Hsu Feng : Yao Yao, une jeune fille de bonne famille en rupture de ban
- Yueh Hua : Lu Jun, un charmant jeune homme
- Ling Yun : Du Zhi-chao, un séduisant champion de course automobile
- Tsung Hua : Li Ji, un jeune homme de la classe moyenne travaillant dans une brasserie
- Ouyang Sha-fei : mère du précédent
- Yeh Ling-chih : Ying-ni, une riche héritière
- Chin Feng : M. Fang, un homme prospère